# Vuelta a Colombia 2024
La 74.ª edición de la Vuelta a Colombia fue una carrera de ciclismo en ruta por etapas que se celebró entre el 14 y el 23 de junio de 2024 con inicio en el municipio de Macanal en el departamento de Boyacá y final en el Alto de Las Palmas en el departamento de Antioquia en Colombia. El recorrido constó de 10 fracciones divididas en un prólogo y 9 etapas sobre una distancia total de 1295,9 km de los cuales se recorieron 1268,5 km debido a un recorte en el recorrido de la etapa 4.
La carrera hizo parte del circuito UCI America Tour 2024 dentro de la categoría 2.2 y fue ganada de principio a fin por el ciclista cundinamarqués Rodrigo Contreras del NU Colombia. El podio lo completaron los ciclistas Diego Camargo del Petrolike y Wilson Peña del Team Sistecrédito.

## Equipos participantes
Tomaron la partida un total de 25 equipos, quienes conformaron un pelotón de 170 corredores de los cuales terminaron 121. Los equipos participantes fueron:
| Equipos continentales (11)- Medellín-EPM - Panamá es Cultura y Valores - Petrolike - GW Erco Shimano - NU Colombia - Best PC - Canel's-Java - Team Sistecrédito - Team Saitel - Orgullo Paisa - Colombia Potencia de la Vida-Strongman Equipos ciclistas aficionados (13)- Team Boyacá es Para Vivirla - Avinal-Alcaldía de Carmen de Viboral - EBSA Empresa de Energía Boyacá - Fundación Depormundo - Corplasticos - Indeportes Tolima es Pasión - Origenes Coffee - Alcaldía de Manizales-100% Huevos-Gobernación de Caldas - Fundecom-Calzado-Gocci - Alcaldía de Cota-4WD Rentacar - Néctar-Cundinamarca-Chía - Team Inderhuila-Amarillo de Manzanares - Alcaldía de Sogamoso-Mundial de Tornillos - FyF Team Equipo regional y de club- Pío Rico Cycling Team |
| |

## Etapas
| Etapa     | Fecha     | Recorrido                     | type                    | Distancia (km) | Ganador            | Líder             |
| --------- | --------- | ----------------------------- | ----------------------- | -------------- | ------------------ | ----------------- |
| Prólogo   | 14 de jun | Macanal – Macanal             | contrarreloj individual | 7,4            | Rodrigo Contreras  | Rodrigo Contreras |
| 1.ª etapa | 15 de jun | Guateque – Tunja              | etapa escarpada         | 151,4          | Adrián Bustamante  | Rodrigo Contreras |
| 2.ª etapa | 16 de jun | Paipa – Tocancipá             | etapa escarpada         | 139,3          | Alejandro Osorio   | Rodrigo Contreras |
| 3.ª etapa | 17 de jun | Cota – Mariquita              | etapa de media montaña  | 168,6          | Alejandro Osorio   | Rodrigo Contreras |
| 4.ª etapa | 18 de jun | Mariquita – Alto del Sifón    | etapa de montaña        | 143,4 116      | Wilson Peña Molano | Rodrigo Contreras |
| 5.ª etapa | 19 de jun | Manizales – Buga              | etapa escarpada         | 195,6          | Alejandro Osorio   | Rodrigo Contreras |
| 6.ª etapa | 20 de jun | Buga – Apía                   | etapa de media montaña  | 173,3          | Cristian Rico      | Rodrigo Contreras |
| 7.ª etapa | 21 de jun | Pereira – Riosucio            | etapa de media montaña  | 155,3          | Adrián Bustamante  | Rodrigo Contreras |
| 8.ª etapa | 22 de jun | Supía – Alto de Minas         | etapa de montaña        | 144,3          | Yesid Pira         | Rodrigo Contreras |
| 9.ª etapa | 23 de jun | Medellín – Alto de Las Palmas | contrarreloj individual | 17,3           | Rodrigo Contreras  | Rodrigo Contreras |

## Desarrollo de la carrera

### Prólogo
| Macanal - Macanal | contrarreloj individual | (7,4 km) |

| \| Clasificación de la etapa \| Clasificación de la etapa \| Clasificación de la etapa \| Clasificación de la etapa \| Clasificación de la etapa \| \| Ciclista \| Ciclista \| Equipo \| Tiempo \| \| \| ------------------------- \| ------------------------- \| ------------------------------------------------------- \| ------------------------- \| ------------------------- \| \| 1.º \| Rodrigo Contreras \| NU Colombia \| 15 min 50 s \| \| \| 2.º \| Diego Camargo \| Petrolike \| + 40 s \| \| \| 3.º \| Wilson Peña Molano \| Team Sistecrédito \| + 42 s \| \| \| 4.º \| Javier Jamaica \| Medellín-EPM \| + 55 s \| \| \| 5.º \| Adrián Bustamante \| GW Erco Shimano \| + 56 s \| \| \| 6.º \| Yeison Reyes \| Team Sistecrédito \| + 56 s \| \| \| 7.º \| Jonathan Caicedo \| Petrolike \| + 1 min 02 s \| \| \| 8.º \| Yesid Pira \| Alcaldía de Manizales-100% Huevos-Gobernación de Caldas \| + 1 min 04 s \| \| \| 9.º \| Cristian Rico \| Petrolike \| + 1 min 05 s \| \| \| 10.º \| Julián Cardona \| Medellín-EPM \| + 1 min 14 s \| \| |                    |                                                         |              |
| |                    |                                                         |              |
| Fuente: ProCyclingStats |                    |                                                         |              |
| Clasificación de la etapa |                    |                                                         |              |
| Ciclista | Ciclista           | Equipo                                                  | Tiempo       |
| 1.º | Rodrigo Contreras  | NU Colombia                                             | 15 min 50 s  |
| 2.º | Diego Camargo      | Petrolike                                               | + 40 s       |
| 3.º | Wilson Peña Molano | Team Sistecrédito                                       | + 42 s       |
| 4.º | Javier Jamaica     | Medellín-EPM                                            | + 55 s       |
| 5.º | Adrián Bustamante  | GW Erco Shimano                                         | + 56 s       |
| 6.º | Yeison Reyes       | Team Sistecrédito                                       | + 56 s       |
| 7.º | Jonathan Caicedo   | Petrolike                                               | + 1 min 02 s |
| 8.º | Yesid Pira         | Alcaldía de Manizales-100% Huevos-Gobernación de Caldas | + 1 min 04 s |
| 9.º | Cristian Rico      | Petrolike                                               | + 1 min 05 s |
| 10.º | Julián Cardona     | Medellín-EPM                                            | + 1 min 14 s |

| \| Clasificación general \| Clasificación general \| Clasificación general \| Clasificación general \| Clasificación general \| \| Ciclista \| Ciclista \| Equipo \| Tiempo \| \| \| --------------------- \| --------------------- \| ------------------------------------------------------- \| --------------------- \| --------------------- \| \| 1.º \| Rodrigo Contreras \| NU Colombia \| 15 min 50 s \| \| \| 2.º \| Diego Camargo \| Petrolike \| + 40 s \| \| \| 3.º \| Wilson Peña Molano \| Team Sistecrédito \| + 42 s \| \| \| 4.º \| Javier Jamaica \| Medellín-EPM \| + 55 s \| \| \| 5.º \| Adrián Bustamante \| GW Erco Shimano \| + 56 s \| \| \| 6.º \| Yeison Reyes \| Team Sistecrédito \| + 56 s \| \| \| 7.º \| Jonathan Caicedo \| Petrolike \| + 1 min 02 s \| \| \| 8.º \| Yesid Pira \| Alcaldía de Manizales-100% Huevos-Gobernación de Caldas \| + 1 min 04 s \| \| \| 9.º \| Cristian Rico \| Petrolike \| + 1 min 05 s \| \| \| 10.º \| Julián Cardona \| Medellín-EPM \| + 1 min 14 s \| \| |                    |                                                         |              |
| |                    |                                                         |              |
| Fuente: ProCyclingStats |                    |                                                         |              |
| Clasificación general |                    |                                                         |              |
| Ciclista | Ciclista           | Equipo                                                  | Tiempo       |
| 1.º | Rodrigo Contreras  | NU Colombia                                             | 15 min 50 s  |
| 2.º | Diego Camargo      | Petrolike                                               | + 40 s       |
| 3.º | Wilson Peña Molano | Team Sistecrédito                                       | + 42 s       |
| 4.º | Javier Jamaica     | Medellín-EPM                                            | + 55 s       |
| 5.º | Adrián Bustamante  | GW Erco Shimano                                         | + 56 s       |
| 6.º | Yeison Reyes       | Team Sistecrédito                                       | + 56 s       |
| 7.º | Jonathan Caicedo   | Petrolike                                               | + 1 min 02 s |
| 8.º | Yesid Pira         | Alcaldía de Manizales-100% Huevos-Gobernación de Caldas | + 1 min 04 s |
| 9.º | Cristian Rico      | Petrolike                                               | + 1 min 05 s |
| 10.º | Julián Cardona     | Medellín-EPM                                            | + 1 min 14 s |

### 1.ª etapa
| Guateque - Tunja | etapa escarpada | (151,4 km) |

| \| Clasificación de la etapa \| Clasificación de la etapa \| Clasificación de la etapa \| Clasificación de la etapa \| Clasificación de la etapa \| \| Ciclista \| Ciclista \| Equipo \| Tiempo \| \| \| ------------------------- \| ------------------------- \| ------------------------------------------------------- \| ------------------------- \| ------------------------- \| \| 1.º \| Adrián Bustamante \| GW Erco Shimano \| 4 h 01 min 48 s \| \| \| 2.º \| Rodrigo Contreras \| NU Colombia \| + 0 s \| \| \| 3.º \| Diego Camargo \| Petrolike \| + 0 s \| \| \| 4.º \| Alejandro Osorio \| GW Erco Shimano \| + 0 s \| \| \| 5.º \| Yesid Pira \| Alcaldía de Manizales-100% Huevos-Gobernación de Caldas \| + 0 s \| \| \| 6.º \| Yeison Reyes \| Team Sistecrédito \| + 0 s \| \| \| 7.º \| Cristian Camilo Muñoz \| NU Colombia \| + 0 s \| \| \| 8.º \| David Alejandro Camargo \| Alcaldía de Sogamoso-Mundial de Tornillos \| + 0 s \| \| \| 9.º \| Camilo Juan Castillo \| Colombia Potencia de la Vida-Strongman \| + 0 s \| \| \| 10.º \| Wilson Peña Molano \| Team Sistecrédito \| + 0 s \| \| |                         |                                                         |                 |
| |                         |                                                         |                 |
| Fuente: ProCyclingStats |                         |                                                         |                 |
| Clasificación de la etapa |                         |                                                         |                 |
| Ciclista | Ciclista                | Equipo                                                  | Tiempo          |
| 1.º | Adrián Bustamante       | GW Erco Shimano                                         | 4 h 01 min 48 s |
| 2.º | Rodrigo Contreras       | NU Colombia                                             | + 0 s           |
| 3.º | Diego Camargo           | Petrolike                                               | + 0 s           |
| 4.º | Alejandro Osorio        | GW Erco Shimano                                         | + 0 s           |
| 5.º | Yesid Pira              | Alcaldía de Manizales-100% Huevos-Gobernación de Caldas | + 0 s           |
| 6.º | Yeison Reyes            | Team Sistecrédito                                       | + 0 s           |
| 7.º | Cristian Camilo Muñoz   | NU Colombia                                             | + 0 s           |
| 8.º | David Alejandro Camargo | Alcaldía de Sogamoso-Mundial de Tornillos               | + 0 s           |
| 9.º | Camilo Juan Castillo    | Colombia Potencia de la Vida-Strongman                  | + 0 s           |
| 10.º | Wilson Peña Molano      | Team Sistecrédito                                       | + 0 s           |

| \| Clasificación general \| Clasificación general \| Clasificación general \| Clasificación general \| Clasificación general \| \| Ciclista \| Ciclista \| Equipo \| Tiempo \| \| \| --------------------- \| --------------------- \| ------------------------------------------------------- \| --------------------- \| --------------------- \| \| 1.º \| Rodrigo Contreras \| NU Colombia \| 4 h 17 min 32 s \| \| \| 2.º \| Diego Camargo \| Petrolike \| + 42 s \| \| \| 3.º \| Wilson Peña Molano \| Team Sistecrédito \| + 48 s \| \| \| 4.º \| Adrián Bustamante \| GW Erco Shimano \| + 52 s \| \| \| 5.º \| Javier Jamaica \| Medellín-EPM \| + 1 min 01 s \| \| \| 6.º \| Yeison Reyes \| Team Sistecrédito \| + 1 min 02 s \| \| \| 7.º \| Jonathan Caicedo \| Petrolike \| + 1 min 08 s \| \| \| 8.º \| Yesid Pira \| Alcaldía de Manizales-100% Huevos-Gobernación de Caldas \| + 1 min 10 s \| \| \| 9.º \| Cristian Rico \| Petrolike \| + 1 min 11 s \| \| \| 10.º \| Daniel Méndez \| NU Colombia \| + 1 min 20 s \| \| |                    |                                                         |                 |
| |                    |                                                         |                 |
| Fuente: ProCyclingStats |                    |                                                         |                 |
| Clasificación general |                    |                                                         |                 |
| Ciclista | Ciclista           | Equipo                                                  | Tiempo          |
| 1.º | Rodrigo Contreras  | NU Colombia                                             | 4 h 17 min 32 s |
| 2.º | Diego Camargo      | Petrolike                                               | + 42 s          |
| 3.º | Wilson Peña Molano | Team Sistecrédito                                       | + 48 s          |
| 4.º | Adrián Bustamante  | GW Erco Shimano                                         | + 52 s          |
| 5.º | Javier Jamaica     | Medellín-EPM                                            | + 1 min 01 s    |
| 6.º | Yeison Reyes       | Team Sistecrédito                                       | + 1 min 02 s    |
| 7.º | Jonathan Caicedo   | Petrolike                                               | + 1 min 08 s    |
| 8.º | Yesid Pira         | Alcaldía de Manizales-100% Huevos-Gobernación de Caldas | + 1 min 10 s    |
| 9.º | Cristian Rico      | Petrolike                                               | + 1 min 11 s    |
| 10.º | Daniel Méndez      | NU Colombia                                             | + 1 min 20 s    |

### 2.ª etapa
| Paipa - Tocancipá | etapa escarpada | (139,3 km) |

| \| Clasificación de la etapa \| Clasificación de la etapa \| Clasificación de la etapa \| Clasificación de la etapa \| Clasificación de la etapa \| \| Ciclista \| Ciclista \| Equipo \| Tiempo \| \| \| ------------------------- \| ------------------------- \| -------------------------------------- \| ------------------------- \| ------------------------- \| \| 1.º \| Alejandro Osorio \| GW Erco Shimano \| 3 h 16 min 47 s \| \| \| 2.º \| Adrián Bustamante \| GW Erco Shimano \| + 0 s \| \| \| 3.º \| Jhonatan Chaves \| NU Colombia \| + 0 s \| \| \| 4.º \| Rodrigo Contreras \| NU Colombia \| + 0 s \| \| \| 5.º \| Jonathan Caicedo \| Petrolike \| + 0 s \| \| \| 6.º \| Juan Diego Hoyos \| Team Sistecrédito \| + 0 s \| \| \| 7.º \| Victor Alejandro Ocampo \| Medellín-EPM \| + 0 s \| \| \| 8.º \| Mateo Sánchez Corrales \| Orgullo Paisa \| + 0 s \| \| \| 9.º \| César David Guavita \| Colombia Potencia de la Vida-Strongman \| + 0 s \| \| \| 10.º \| Edgar Cadena \| Petrolike \| + 0 s \| \| |                         |                                        |                 |
| |                         |                                        |                 |
| Fuente: ProCyclingStats |                         |                                        |                 |
| Clasificación de la etapa |                         |                                        |                 |
| Ciclista | Ciclista                | Equipo                                 | Tiempo          |
| 1.º | Alejandro Osorio        | GW Erco Shimano                        | 3 h 16 min 47 s |
| 2.º | Adrián Bustamante       | GW Erco Shimano                        | + 0 s           |
| 3.º | Jhonatan Chaves         | NU Colombia                            | + 0 s           |
| 4.º | Rodrigo Contreras       | NU Colombia                            | + 0 s           |
| 5.º | Jonathan Caicedo        | Petrolike                              | + 0 s           |
| 6.º | Juan Diego Hoyos        | Team Sistecrédito                      | + 0 s           |
| 7.º | Victor Alejandro Ocampo | Medellín-EPM                           | + 0 s           |
| 8.º | Mateo Sánchez Corrales  | Orgullo Paisa                          | + 0 s           |
| 9.º | César David Guavita     | Colombia Potencia de la Vida-Strongman | + 0 s           |
| 10.º | Edgar Cadena            | Petrolike                              | + 0 s           |

| \| Clasificación general \| Clasificación general \| Clasificación general \| Clasificación general \| Clasificación general \| \| Ciclista \| Ciclista \| Equipo \| Tiempo \| \| \| --------------------- \| --------------------- \| ------------------------------------------------------- \| --------------------- \| --------------------- \| \| 1.º \| Rodrigo Contreras \| NU Colombia \| 7 h 34 min 19 s \| \| \| 2.º \| Diego Camargo \| Petrolike \| + 42 s \| \| \| 3.º \| Adrián Bustamante \| GW Erco Shimano \| + 46 s \| \| \| 4.º \| Wilson Peña Molano \| Team Sistecrédito \| + 48 s \| \| \| 5.º \| Javier Jamaica \| Medellín-EPM \| + 1 min 01 s \| \| \| 6.º \| Yeison Reyes \| Team Sistecrédito \| + 1 min 02 s \| \| \| 7.º \| Jonathan Caicedo \| Petrolike \| + 1 min 08 s \| \| \| 8.º \| Yesid Pira \| Alcaldía de Manizales-100% Huevos-Gobernación de Caldas \| + 1 min 10 s \| \| \| 9.º \| Cristian Rico \| Petrolike \| + 1 min 11 s \| \| \| 10.º \| Julián Cardona \| Medellín-EPM \| + 1 min 20 s \| \| |                    |                                                         |                 |
| |                    |                                                         |                 |
| Fuente: ProCyclingStats |                    |                                                         |                 |
| Clasificación general |                    |                                                         |                 |
| Ciclista | Ciclista           | Equipo                                                  | Tiempo          |
| 1.º | Rodrigo Contreras  | NU Colombia                                             | 7 h 34 min 19 s |
| 2.º | Diego Camargo      | Petrolike                                               | + 42 s          |
| 3.º | Adrián Bustamante  | GW Erco Shimano                                         | + 46 s          |
| 4.º | Wilson Peña Molano | Team Sistecrédito                                       | + 48 s          |
| 5.º | Javier Jamaica     | Medellín-EPM                                            | + 1 min 01 s    |
| 6.º | Yeison Reyes       | Team Sistecrédito                                       | + 1 min 02 s    |
| 7.º | Jonathan Caicedo   | Petrolike                                               | + 1 min 08 s    |
| 8.º | Yesid Pira         | Alcaldía de Manizales-100% Huevos-Gobernación de Caldas | + 1 min 10 s    |
| 9.º | Cristian Rico      | Petrolike                                               | + 1 min 11 s    |
| 10.º | Julián Cardona     | Medellín-EPM                                            | + 1 min 20 s    |

### 3.ª etapa
| Cota - Mariquita | etapa de media montaña | (168,6 km) |

| \| Clasificación de la etapa \| Clasificación de la etapa \| Clasificación de la etapa \| Clasificación de la etapa \| Clasificación de la etapa \| \| Ciclista \| Ciclista \| Equipo \| Tiempo \| \| \| ------------------------- \| ------------------------- \| ------------------------------------------------------- \| ------------------------- \| ------------------------- \| \| 1.º \| Alejandro Osorio \| GW Erco Shimano \| 3 h 46 min 22 s \| \| \| 2.º \| Sergio Luis Henao \| NU Colombia \| + 0 s \| \| \| 3.º \| Juan Tito Rendón \| Orgullo Paisa \| + 3 s \| \| \| 4.º \| Róbigzon Oyola \| Medellín-EPM \| + 3 s \| \| \| 5.º \| Jonathan Caicedo \| Petrolike \| + 3 s \| \| \| 6.º \| Daniel Arroyave Cañas \| GW Erco Shimano \| + 3 s \| \| \| 7.º \| Kevin David Castillo \| Team Sistecrédito \| + 3 s \| \| \| 8.º \| José Misael Urián \| Team Sistecrédito \| + 3 s \| \| \| 9.º \| Nicolás Paredes \| Fundecom-Calzado-Gocci \| + 3 s \| \| \| 10.º \| Yesid Pira \| Alcaldía de Manizales-100% Huevos-Gobernación de Caldas \| + 3 s \| \| |                       |                                                         |                 |
| |                       |                                                         |                 |
| Fuente: ProCyclingStats |                       |                                                         |                 |
| Clasificación de la etapa |                       |                                                         |                 |
| Ciclista | Ciclista              | Equipo                                                  | Tiempo          |
| 1.º | Alejandro Osorio      | GW Erco Shimano                                         | 3 h 46 min 22 s |
| 2.º | Sergio Luis Henao     | NU Colombia                                             | + 0 s           |
| 3.º | Juan Tito Rendón      | Orgullo Paisa                                           | + 3 s           |
| 4.º | Róbigzon Oyola        | Medellín-EPM                                            | + 3 s           |
| 5.º | Jonathan Caicedo      | Petrolike                                               | + 3 s           |
| 6.º | Daniel Arroyave Cañas | GW Erco Shimano                                         | + 3 s           |
| 7.º | Kevin David Castillo  | Team Sistecrédito                                       | + 3 s           |
| 8.º | José Misael Urián     | Team Sistecrédito                                       | + 3 s           |
| 9.º | Nicolás Paredes       | Fundecom-Calzado-Gocci                                  | + 3 s           |
| 10.º | Yesid Pira            | Alcaldía de Manizales-100% Huevos-Gobernación de Caldas | + 3 s           |

| \| Clasificación general \| Clasificación general \| Clasificación general \| Clasificación general \| Clasificación general \| \| Ciclista \| Ciclista \| Equipo \| Tiempo \| \| \| --------------------- \| --------------------- \| ------------------------------------------------------- \| --------------------- \| --------------------- \| \| 1.º \| Rodrigo Contreras \| NU Colombia \| 11 h 20 min 42 s \| \| \| 2.º \| Diego Camargo \| Petrolike \| + 44 s \| \| \| 3.º \| Adrián Bustamante \| GW Erco Shimano \| + 48 s \| \| \| 4.º \| Wilson Peña Molano \| Team Sistecrédito \| + 50 s \| \| \| 5.º \| Javier Jamaica \| Medellín-EPM \| + 1 min 03 s \| \| \| 6.º \| Yeison Reyes \| Team Sistecrédito \| + 1 min 04 s \| \| \| 7.º \| Jonathan Caicedo \| Petrolike \| + 1 min 10 s \| \| \| 8.º \| Yesid Pira \| Alcaldía de Manizales-100% Huevos-Gobernación de Caldas \| + 1 min 12 s \| \| \| 9.º \| Cristian Rico \| Petrolike \| + 1 min 13 s \| \| \| 10.º \| Alejandro Osorio \| GW Erco Shimano \| + 1 min 15 s \| \| |                    |                                                         |                  |
| |                    |                                                         |                  |
| Fuente: ProCyclingStats |                    |                                                         |                  |
| Clasificación general |                    |                                                         |                  |
| Ciclista | Ciclista           | Equipo                                                  | Tiempo           |
| 1.º | Rodrigo Contreras  | NU Colombia                                             | 11 h 20 min 42 s |
| 2.º | Diego Camargo      | Petrolike                                               | + 44 s           |
| 3.º | Adrián Bustamante  | GW Erco Shimano                                         | + 48 s           |
| 4.º | Wilson Peña Molano | Team Sistecrédito                                       | + 50 s           |
| 5.º | Javier Jamaica     | Medellín-EPM                                            | + 1 min 03 s     |
| 6.º | Yeison Reyes       | Team Sistecrédito                                       | + 1 min 04 s     |
| 7.º | Jonathan Caicedo   | Petrolike                                               | + 1 min 10 s     |
| 8.º | Yesid Pira         | Alcaldía de Manizales-100% Huevos-Gobernación de Caldas | + 1 min 12 s     |
| 9.º | Cristian Rico      | Petrolike                                               | + 1 min 13 s     |
| 10.º | Alejandro Osorio   | GW Erco Shimano                                         | + 1 min 15 s     |

### 4.ª etapa
La etapa 4 tenía inicialmente previsto un recorrido de 143,4 km, pero fue recortada a 116 km debido al cierre del carril en la vía Murillo - Manizales por deterioro en las condiciones meteorológicas, medioambientales y de seguridad en el recorrido.
| Mariquita - Alto del Sifón | etapa de montaña | (116 km) |

| \| Clasificación de la etapa \| Clasificación de la etapa \| Clasificación de la etapa \| Clasificación de la etapa \| Clasificación de la etapa \| \| Ciclista \| Ciclista \| Equipo \| Tiempo \| \| \| ------------------------- \| ------------------------- \| -------------------------------------- \| ------------------------- \| ------------------------- \| \| 1.º \| Wilson Peña Molano \| Team Sistecrédito \| 4 h 02 min 22 s \| \| \| 2.º \| Julián Cardona \| Medellín-EPM \| + 0 s \| \| \| 3.º \| Rodrigo Contreras \| NU Colombia \| + 0 s \| \| \| 4.º \| Diego Camargo \| Petrolike \| + 0 s \| \| \| 5.º \| Robinson López \| GW Erco Shimano \| + 23 s \| \| \| 6.º \| Javier Jamaica \| Medellín-EPM \| + 23 s \| \| \| 7.º \| Adrián Bustamante \| GW Erco Shimano \| + 35 s \| \| \| 8.º \| Kevin David Castillo \| Team Sistecrédito \| + 1 min 14 s \| \| \| 9.º \| César David Guavita \| Colombia Potencia de la Vida-Strongman \| + 1 min 28 s \| \| \| 10.º \| Edgar Cadena \| Petrolike \| + 1 min 50 s \| \| |                      |                                        |                 |
| |                      |                                        |                 |
| Fuente: ProCyclingStats |                      |                                        |                 |
| Clasificación de la etapa |                      |                                        |                 |
| Ciclista | Ciclista             | Equipo                                 | Tiempo          |
| 1.º | Wilson Peña Molano   | Team Sistecrédito                      | 4 h 02 min 22 s |
| 2.º | Julián Cardona       | Medellín-EPM                           | + 0 s           |
| 3.º | Rodrigo Contreras    | NU Colombia                            | + 0 s           |
| 4.º | Diego Camargo        | Petrolike                              | + 0 s           |
| 5.º | Robinson López       | GW Erco Shimano                        | + 23 s          |
| 6.º | Javier Jamaica       | Medellín-EPM                           | + 23 s          |
| 7.º | Adrián Bustamante    | GW Erco Shimano                        | + 35 s          |
| 8.º | Kevin David Castillo | Team Sistecrédito                      | + 1 min 14 s    |
| 9.º | César David Guavita  | Colombia Potencia de la Vida-Strongman | + 1 min 28 s    |
| 10.º | Edgar Cadena         | Petrolike                              | + 1 min 50 s    |

| \| Clasificación general \| Clasificación general \| Clasificación general \| Clasificación general \| Clasificación general \| \| Ciclista \| Ciclista \| Equipo \| Tiempo \| \| \| --------------------- \| --------------------- \| -------------------------------------- \| --------------------- \| --------------------- \| \| 1.º \| Rodrigo Contreras \| NU Colombia \| 15 h 23 min 00 s \| \| \| 2.º \| Wilson Peña Molano \| Team Sistecrédito \| + 44 s \| \| \| 3.º \| Diego Camargo \| Petrolike \| + 48 s \| \| \| 4.º \| Julián Cardona \| Medellín-EPM \| + 1 min 20 s \| \| \| 5.º \| Adrián Bustamante \| GW Erco Shimano \| + 1 min 27 s \| \| \| 6.º \| Javier Jamaica \| Medellín-EPM \| + 1 min 30 s \| \| \| 7.º \| Robinson López \| GW Erco Shimano \| + 2 min 08 s \| \| \| 8.º \| Cristian Rico \| Petrolike \| + 3 min 08 s \| \| \| 9.º \| Kevin David Castillo \| Team Sistecrédito \| + 3 min 19 s \| \| \| 10.º \| César David Guavita \| Colombia Potencia de la Vida-Strongman \| + 3 min 33 s \| \| |                      |                                        |                  |
| |                      |                                        |                  |
| Fuente: ProCyclingStats |                      |                                        |                  |
| Clasificación general |                      |                                        |                  |
| Ciclista | Ciclista             | Equipo                                 | Tiempo           |
| 1.º | Rodrigo Contreras    | NU Colombia                            | 15 h 23 min 00 s |
| 2.º | Wilson Peña Molano   | Team Sistecrédito                      | + 44 s           |
| 3.º | Diego Camargo        | Petrolike                              | + 48 s           |
| 4.º | Julián Cardona       | Medellín-EPM                           | + 1 min 20 s     |
| 5.º | Adrián Bustamante    | GW Erco Shimano                        | + 1 min 27 s     |
| 6.º | Javier Jamaica       | Medellín-EPM                           | + 1 min 30 s     |
| 7.º | Robinson López       | GW Erco Shimano                        | + 2 min 08 s     |
| 8.º | Cristian Rico        | Petrolike                              | + 3 min 08 s     |
| 9.º | Kevin David Castillo | Team Sistecrédito                      | + 3 min 19 s     |
| 10.º | César David Guavita  | Colombia Potencia de la Vida-Strongman | + 3 min 33 s     |

### 5.ª etapa
| Manizales - Buga | etapa escarpada | (195,6 km) |

| \| Clasificación de la etapa \| Clasificación de la etapa \| Clasificación de la etapa \| Clasificación de la etapa \| Clasificación de la etapa \| \| Ciclista \| Ciclista \| Equipo \| Tiempo \| \| \| ------------------------- \| ------------------------- \| ------------------------------------------------------- \| ------------------------- \| ------------------------- \| \| 1.º \| Alejandro Osorio \| GW Erco Shimano \| 4 h 17 min 14 s \| \| \| 2.º \| Juan Esteban Guerrero \| Avinal-Alcaldía de Carmen de Viboral \| + 0 s \| \| \| 3.º \| Johan Colón \| Orgullo Paisa \| + 0 s \| \| \| 4.º \| Juan Diego Hoyos \| Team Sistecrédito \| + 0 s \| \| \| 5.º \| Carlos Quintero \| Avinal-Alcaldía de Carmen de Viboral \| + 0 s \| \| \| 6.º \| Yesid Pira \| Alcaldía de Manizales-100% Huevos-Gobernación de Caldas \| + 0 s \| \| \| 7.º \| Brayan Sánchez \| Medellín-EPM \| + 0 s \| \| \| 8.º \| Diego Ochoa \| Team Saitel \| + 0 s \| \| \| 9.º \| Carlos Alberto Gutiérrez \| Origenes Coffee \| + 0 s \| \| \| 10.º \| Óscar Quiroz \| NU Colombia \| + 0 s \| \| |                          |                                                         |                 |
| |                          |                                                         |                 |
| Fuente: ProCyclingStats |                          |                                                         |                 |
| Clasificación de la etapa |                          |                                                         |                 |
| Ciclista | Ciclista                 | Equipo                                                  | Tiempo          |
| 1.º | Alejandro Osorio         | GW Erco Shimano                                         | 4 h 17 min 14 s |
| 2.º | Juan Esteban Guerrero    | Avinal-Alcaldía de Carmen de Viboral                    | + 0 s           |
| 3.º | Johan Colón              | Orgullo Paisa                                           | + 0 s           |
| 4.º | Juan Diego Hoyos         | Team Sistecrédito                                       | + 0 s           |
| 5.º | Carlos Quintero          | Avinal-Alcaldía de Carmen de Viboral                    | + 0 s           |
| 6.º | Yesid Pira               | Alcaldía de Manizales-100% Huevos-Gobernación de Caldas | + 0 s           |
| 7.º | Brayan Sánchez           | Medellín-EPM                                            | + 0 s           |
| 8.º | Diego Ochoa              | Team Saitel                                             | + 0 s           |
| 9.º | Carlos Alberto Gutiérrez | Origenes Coffee                                         | + 0 s           |
| 10.º | Óscar Quiroz             | NU Colombia                                             | + 0 s           |

| \| Clasificación general \| Clasificación general \| Clasificación general \| Clasificación general \| Clasificación general \| \| Ciclista \| Ciclista \| Equipo \| Tiempo \| \| \| --------------------- \| --------------------- \| -------------------------------------- \| --------------------- \| --------------------- \| \| 1.º \| Rodrigo Contreras \| NU Colombia \| 19 h 40 min 13 s \| \| \| 2.º \| Wilson Peña Molano \| Team Sistecrédito \| + 45 s \| \| \| 3.º \| Diego Camargo \| Petrolike \| + 49 s \| \| \| 4.º \| Julián Cardona \| Medellín-EPM \| + 1 min 21 s \| \| \| 5.º \| Adrián Bustamante \| GW Erco Shimano \| + 1 min 28 s \| \| \| 6.º \| Javier Jamaica \| Medellín-EPM \| + 1 min 31 s \| \| \| 7.º \| Robinson López \| GW Erco Shimano \| + 2 min 09 s \| \| \| 8.º \| Cristian Rico \| Petrolike \| + 3 min 09 s \| \| \| 9.º \| Kevin David Castillo \| Team Sistecrédito \| + 3 min 20 s \| \| \| 10.º \| César David Guavita \| Colombia Potencia de la Vida-Strongman \| + 3 min 34 s \| \| |                      |                                        |                  |
| |                      |                                        |                  |
| Fuente: ProCyclingStats |                      |                                        |                  |
| Clasificación general |                      |                                        |                  |
| Ciclista | Ciclista             | Equipo                                 | Tiempo           |
| 1.º | Rodrigo Contreras    | NU Colombia                            | 19 h 40 min 13 s |
| 2.º | Wilson Peña Molano   | Team Sistecrédito                      | + 45 s           |
| 3.º | Diego Camargo        | Petrolike                              | + 49 s           |
| 4.º | Julián Cardona       | Medellín-EPM                           | + 1 min 21 s     |
| 5.º | Adrián Bustamante    | GW Erco Shimano                        | + 1 min 28 s     |
| 6.º | Javier Jamaica       | Medellín-EPM                           | + 1 min 31 s     |
| 7.º | Robinson López       | GW Erco Shimano                        | + 2 min 09 s     |
| 8.º | Cristian Rico        | Petrolike                              | + 3 min 09 s     |
| 9.º | Kevin David Castillo | Team Sistecrédito                      | + 3 min 20 s     |
| 10.º | César David Guavita  | Colombia Potencia de la Vida-Strongman | + 3 min 34 s     |

### 6.ª etapa
| Buga - Apía | etapa de media montaña | (173,3 km) |

| \| Clasificación de la etapa \| Clasificación de la etapa \| Clasificación de la etapa \| Clasificación de la etapa \| Clasificación de la etapa \| \| Ciclista \| Ciclista \| Equipo \| Tiempo \| \| \| ------------------------- \| ------------------------- \| ------------------------------------------------------- \| ------------------------- \| ------------------------- \| \| 1.º \| Cristian Rico \| Petrolike \| 3 h 52 min 39 s \| \| \| 2.º \| Yesid Pira \| Alcaldía de Manizales-100% Huevos-Gobernación de Caldas \| + 5 s \| \| \| 3.º \| Adrián Bustamante \| GW Erco Shimano \| + 7 s \| \| \| 4.º \| Rodrigo Contreras \| NU Colombia \| + 10 s \| \| \| 5.º \| Wilson Peña Molano \| Team Sistecrédito \| + 19 s \| \| \| 6.º \| Diego Camargo \| Petrolike \| + 24 s \| \| \| 7.º \| Edgar Cadena \| Petrolike \| + 24 s \| \| \| 8.º \| Javier Jamaica \| Medellín-EPM \| + 31 s \| \| \| 9.º \| Robinson López \| GW Erco Shimano \| + 33 s \| \| \| 10.º \| Victor Alejandro Ocampo \| Medellín-EPM \| + 52 s \| \| |                         |                                                         |                 |
| |                         |                                                         |                 |
| Fuente: ProCyclingStats |                         |                                                         |                 |
| Clasificación de la etapa |                         |                                                         |                 |
| Ciclista | Ciclista                | Equipo                                                  | Tiempo          |
| 1.º | Cristian Rico           | Petrolike                                               | 3 h 52 min 39 s |
| 2.º | Yesid Pira              | Alcaldía de Manizales-100% Huevos-Gobernación de Caldas | + 5 s           |
| 3.º | Adrián Bustamante       | GW Erco Shimano                                         | + 7 s           |
| 4.º | Rodrigo Contreras       | NU Colombia                                             | + 10 s          |
| 5.º | Wilson Peña Molano      | Team Sistecrédito                                       | + 19 s          |
| 6.º | Diego Camargo           | Petrolike                                               | + 24 s          |
| 7.º | Edgar Cadena            | Petrolike                                               | + 24 s          |
| 8.º | Javier Jamaica          | Medellín-EPM                                            | + 31 s          |
| 9.º | Robinson López          | GW Erco Shimano                                         | + 33 s          |
| 10.º | Victor Alejandro Ocampo | Medellín-EPM                                            | + 52 s          |

| \| Clasificación general \| Clasificación general \| Clasificación general \| Clasificación general \| Clasificación general \| \| Ciclista \| Ciclista \| Equipo \| Tiempo \| \| \| --------------------- \| --------------------- \| ------------------------------------------------------- \| --------------------- \| --------------------- \| \| 1.º \| Rodrigo Contreras \| NU Colombia \| 23 h 33 min 02 s \| \| \| 2.º \| Wilson Peña Molano \| Team Sistecrédito \| + 54 s \| \| \| 3.º \| Diego Camargo \| Petrolike \| + 1 min 03 s \| \| \| 4.º \| Adrián Bustamante \| GW Erco Shimano \| + 1 min 21 s \| \| \| 5.º \| Javier Jamaica \| Medellín-EPM \| + 1 min 52 s \| \| \| 6.º \| Robinson López \| GW Erco Shimano \| + 2 min 32 s \| \| \| 7.º \| Julián Cardona \| Medellín-EPM \| + 2 min 39 s \| \| \| 8.º \| Cristian Rico \| Petrolike \| + 2 min 49 s \| \| \| 9.º \| Yesid Pira \| Alcaldía de Manizales-100% Huevos-Gobernación de Caldas \| + 3 min 53 s \| \| \| 10.º \| Edgar Cadena \| Petrolike \| + 3 min 56 s \| \| |                    |                                                         |                  |
| |                    |                                                         |                  |
| Fuente: ProCyclingStats |                    |                                                         |                  |
| Clasificación general |                    |                                                         |                  |
| Ciclista | Ciclista           | Equipo                                                  | Tiempo           |
| 1.º | Rodrigo Contreras  | NU Colombia                                             | 23 h 33 min 02 s |
| 2.º | Wilson Peña Molano | Team Sistecrédito                                       | + 54 s           |
| 3.º | Diego Camargo      | Petrolike                                               | + 1 min 03 s     |
| 4.º | Adrián Bustamante  | GW Erco Shimano                                         | + 1 min 21 s     |
| 5.º | Javier Jamaica     | Medellín-EPM                                            | + 1 min 52 s     |
| 6.º | Robinson López     | GW Erco Shimano                                         | + 2 min 32 s     |
| 7.º | Julián Cardona     | Medellín-EPM                                            | + 2 min 39 s     |
| 8.º | Cristian Rico      | Petrolike                                               | + 2 min 49 s     |
| 9.º | Yesid Pira         | Alcaldía de Manizales-100% Huevos-Gobernación de Caldas | + 3 min 53 s     |
| 10.º | Edgar Cadena       | Petrolike                                               | + 3 min 56 s     |

### 7.ª etapa
| Pereira - Riosucio | etapa de media montaña | (155,3 km) |

| \| Clasificación de la etapa \| Clasificación de la etapa \| Clasificación de la etapa \| Clasificación de la etapa \| Clasificación de la etapa \| \| Ciclista \| Ciclista \| Equipo \| Tiempo \| \| \| ------------------------- \| ------------------------- \| ------------------------------------------------------- \| ------------------------- \| ------------------------- \| \| 1.º \| Adrián Bustamante \| GW Erco Shimano \| 3 h 39 min 19 s \| \| \| 2.º \| Rodrigo Contreras \| NU Colombia \| + 1 s \| \| \| 3.º \| Wilson Peña Molano \| Team Sistecrédito \| + 1 s \| \| \| 4.º \| Diego Camargo \| Petrolike \| + 1 s \| \| \| 5.º \| Sebastián Castaño \| Team Sistecrédito \| + 3 s \| \| \| 6.º \| Yesid Pira \| Alcaldía de Manizales-100% Huevos-Gobernación de Caldas \| + 4 s \| \| \| 7.º \| José Misael Urián \| Team Sistecrédito \| + 9 s \| \| \| 8.º \| Robinson López \| GW Erco Shimano \| + 12 s \| \| \| 9.º \| Edgar Cadena \| Petrolike \| + 12 s \| \| \| 10.º \| Didier Chaparro \| Alcaldía de Manizales-100% Huevos-Gobernación de Caldas \| + 15 s \| \| |                    |                                                         |                 |
| |                    |                                                         |                 |
| Fuente: ProCyclingStats |                    |                                                         |                 |
| Clasificación de la etapa |                    |                                                         |                 |
| Ciclista | Ciclista           | Equipo                                                  | Tiempo          |
| 1.º | Adrián Bustamante  | GW Erco Shimano                                         | 3 h 39 min 19 s |
| 2.º | Rodrigo Contreras  | NU Colombia                                             | + 1 s           |
| 3.º | Wilson Peña Molano | Team Sistecrédito                                       | + 1 s           |
| 4.º | Diego Camargo      | Petrolike                                               | + 1 s           |
| 5.º | Sebastián Castaño  | Team Sistecrédito                                       | + 3 s           |
| 6.º | Yesid Pira         | Alcaldía de Manizales-100% Huevos-Gobernación de Caldas | + 4 s           |
| 7.º | José Misael Urián  | Team Sistecrédito                                       | + 9 s           |
| 8.º | Robinson López     | GW Erco Shimano                                         | + 12 s          |
| 9.º | Edgar Cadena       | Petrolike                                               | + 12 s          |
| 10.º | Didier Chaparro    | Alcaldía de Manizales-100% Huevos-Gobernación de Caldas | + 15 s          |

| \| Clasificación general \| Clasificación general \| Clasificación general \| Clasificación general \| Clasificación general \| \| Ciclista \| Ciclista \| Equipo \| Tiempo \| \| \| --------------------- \| --------------------- \| ------------------------------------------------------- \| --------------------- \| --------------------- \| \| 1.º \| Rodrigo Contreras \| NU Colombia \| 27 h 12 min 16 s \| \| \| 2.º \| Wilson Peña Molano \| Team Sistecrédito \| + 56 s \| \| \| 3.º \| Diego Camargo \| Petrolike \| + 1 min 09 s \| \| \| 4.º \| Adrián Bustamante \| GW Erco Shimano \| + 1 min 16 s \| \| \| 5.º \| Javier Jamaica \| Medellín-EPM \| + 2 min 31 s \| \| \| 6.º \| Robinson López \| GW Erco Shimano \| + 2 min 49 s \| \| \| 7.º \| Cristian Rico \| Petrolike \| + 3 min 29 s \| \| \| 8.º \| Julián Cardona \| Medellín-EPM \| + 3 min 42 s \| \| \| 9.º \| Yesid Pira \| Alcaldía de Manizales-100% Huevos-Gobernación de Caldas \| + 4 min 02 s \| \| \| 10.º \| Edgar Cadena \| Petrolike \| + 4 min 13 s \| \| |                    |                                                         |                  |
| |                    |                                                         |                  |
| Fuente: ProCyclingStats |                    |                                                         |                  |
| Clasificación general |                    |                                                         |                  |
| Ciclista | Ciclista           | Equipo                                                  | Tiempo           |
| 1.º | Rodrigo Contreras  | NU Colombia                                             | 27 h 12 min 16 s |
| 2.º | Wilson Peña Molano | Team Sistecrédito                                       | + 56 s           |
| 3.º | Diego Camargo      | Petrolike                                               | + 1 min 09 s     |
| 4.º | Adrián Bustamante  | GW Erco Shimano                                         | + 1 min 16 s     |
| 5.º | Javier Jamaica     | Medellín-EPM                                            | + 2 min 31 s     |
| 6.º | Robinson López     | GW Erco Shimano                                         | + 2 min 49 s     |
| 7.º | Cristian Rico      | Petrolike                                               | + 3 min 29 s     |
| 8.º | Julián Cardona     | Medellín-EPM                                            | + 3 min 42 s     |
| 9.º | Yesid Pira         | Alcaldía de Manizales-100% Huevos-Gobernación de Caldas | + 4 min 02 s     |
| 10.º | Edgar Cadena       | Petrolike                                               | + 4 min 13 s     |

### 8.ª etapa
| Supía - Alto de Minas | etapa de montaña | (144,3 km) |

| \| Clasificación de la etapa \| Clasificación de la etapa \| Clasificación de la etapa \| Clasificación de la etapa \| Clasificación de la etapa \| \| Ciclista \| Ciclista \| Equipo \| Tiempo \| \| \| ------------------------- \| ------------------------- \| ------------------------------------------------------- \| ------------------------- \| ------------------------- \| \| 1.º \| Yesid Pira \| Alcaldía de Manizales-100% Huevos-Gobernación de Caldas \| 3 h 42 min 29 s \| \| \| 2.º \| Rodrigo Contreras \| NU Colombia \| + 2 s \| \| \| 3.º \| Wilson Peña Molano \| Team Sistecrédito \| + 40 s \| \| \| 4.º \| Javier Jamaica \| Medellín-EPM \| + 41 s \| \| \| 5.º \| Diego Camargo \| Petrolike \| + 41 s \| \| \| 6.º \| Cristian Rico \| Petrolike \| + 1 min 32 s \| \| \| 7.º \| José Misael Urián \| Team Sistecrédito \| + 1 min 50 s \| \| \| 8.º \| Rafael Stiven Pineda \| NU Colombia \| + 2 min 09 s \| \| \| 9.º \| Robinson López \| GW Erco Shimano \| + 2 min 12 s \| \| \| 10.º \| Alejandro Osorio \| GW Erco Shimano \| + 2 min 43 s \| \| |                      |                                                         |                 |
| |                      |                                                         |                 |
| Fuente: ProCyclingStats |                      |                                                         |                 |
| Clasificación de la etapa |                      |                                                         |                 |
| Ciclista | Ciclista             | Equipo                                                  | Tiempo          |
| 1.º | Yesid Pira           | Alcaldía de Manizales-100% Huevos-Gobernación de Caldas | 3 h 42 min 29 s |
| 2.º | Rodrigo Contreras    | NU Colombia                                             | + 2 s           |
| 3.º | Wilson Peña Molano   | Team Sistecrédito                                       | + 40 s          |
| 4.º | Javier Jamaica       | Medellín-EPM                                            | + 41 s          |
| 5.º | Diego Camargo        | Petrolike                                               | + 41 s          |
| 6.º | Cristian Rico        | Petrolike                                               | + 1 min 32 s    |
| 7.º | José Misael Urián    | Team Sistecrédito                                       | + 1 min 50 s    |
| 8.º | Rafael Stiven Pineda | NU Colombia                                             | + 2 min 09 s    |
| 9.º | Robinson López       | GW Erco Shimano                                         | + 2 min 12 s    |
| 10.º | Alejandro Osorio     | GW Erco Shimano                                         | + 2 min 43 s    |

| \| Clasificación general \| Clasificación general \| Clasificación general \| Clasificación general \| Clasificación general \| \| Ciclista \| Ciclista \| Equipo \| Tiempo \| \| \| --------------------- \| --------------------- \| ------------------------------------------------------- \| --------------------- \| --------------------- \| \| 1.º \| Rodrigo Contreras \| NU Colombia \| 30 h 54 min 41 s \| \| \| 2.º \| Wilson Peña Molano \| Team Sistecrédito \| + 1 min 36 s \| \| \| 3.º \| Diego Camargo \| Petrolike \| + 1 min 54 s \| \| \| 4.º \| Javier Jamaica \| Medellín-EPM \| + 3 min 16 s \| \| \| 5.º \| Yesid Pira \| Alcaldía de Manizales-100% Huevos-Gobernación de Caldas \| + 3 min 56 s \| \| \| 6.º \| Robinson López \| GW Erco Shimano \| + 5 min 05 s \| \| \| 7.º \| Cristian Rico \| Petrolike \| + 5 min 05 s \| \| \| 8.º \| Adrián Bustamante \| GW Erco Shimano \| + 5 min 49 s \| \| \| 9.º \| Edgar Cadena \| Petrolike \| + 7 min 01 s \| \| \| 10.º \| José Misael Urián \| Team Sistecrédito \| + 7 min 45 s \| \| |                    |                                                         |                  |
| |                    |                                                         |                  |
| Fuente: ProCyclingStats |                    |                                                         |                  |
| Clasificación general |                    |                                                         |                  |
| Ciclista | Ciclista           | Equipo                                                  | Tiempo           |
| 1.º | Rodrigo Contreras  | NU Colombia                                             | 30 h 54 min 41 s |
| 2.º | Wilson Peña Molano | Team Sistecrédito                                       | + 1 min 36 s     |
| 3.º | Diego Camargo      | Petrolike                                               | + 1 min 54 s     |
| 4.º | Javier Jamaica     | Medellín-EPM                                            | + 3 min 16 s     |
| 5.º | Yesid Pira         | Alcaldía de Manizales-100% Huevos-Gobernación de Caldas | + 3 min 56 s     |
| 6.º | Robinson López     | GW Erco Shimano                                         | + 5 min 05 s     |
| 7.º | Cristian Rico      | Petrolike                                               | + 5 min 05 s     |
| 8.º | Adrián Bustamante  | GW Erco Shimano                                         | + 5 min 49 s     |
| 9.º | Edgar Cadena       | Petrolike                                               | + 7 min 01 s     |
| 10.º | José Misael Urián  | Team Sistecrédito                                       | + 7 min 45 s     |

### 9.ª etapa
| Medellín - Alto de Las Palmas | contrarreloj individual | (17,3 km) |

| \| Clasificación de la etapa \| Clasificación de la etapa \| Clasificación de la etapa \| Clasificación de la etapa \| Clasificación de la etapa \| \| Ciclista \| Ciclista \| Equipo \| Tiempo \| \| \| ------------------------- \| ------------------------- \| ------------------------------------------------------- \| ------------------------- \| ------------------------- \| \| 1.º \| Rodrigo Contreras \| NU Colombia \| 40 min 53 s \| \| \| 2.º \| Diego Camargo \| Petrolike \| + 1 min 05 s \| \| \| 3.º \| Wilson Peña Molano \| Team Sistecrédito \| + 2 min 06 s \| \| \| 4.º \| Edgar Cadena \| Petrolike \| + 2 min 09 s \| \| \| 5.º \| Yesid Pira \| Alcaldía de Manizales-100% Huevos-Gobernación de Caldas \| + 2 min 14 s \| \| \| 6.º \| Jhonatan Chaves \| NU Colombia \| + 2 min 25 s \| \| \| 7.º \| Cristian Rico \| Petrolike \| + 3 min 05 s \| \| \| 8.º \| Julián Cardona \| Medellín-EPM \| + 3 min 33 s \| \| \| 9.º \| Brayan Sánchez \| Medellín-EPM \| + 3 min 35 s \| \| \| 10.º \| Adrián Bustamante \| GW Erco Shimano \| + 3 min 45 s \| \| |                    |                                                         |              |
| |                    |                                                         |              |
| Fuente: ProCyclingStats |                    |                                                         |              |
| Clasificación de la etapa |                    |                                                         |              |
| Ciclista | Ciclista           | Equipo                                                  | Tiempo       |
| 1.º | Rodrigo Contreras  | NU Colombia                                             | 40 min 53 s  |
| 2.º | Diego Camargo      | Petrolike                                               | + 1 min 05 s |
| 3.º | Wilson Peña Molano | Team Sistecrédito                                       | + 2 min 06 s |
| 4.º | Edgar Cadena       | Petrolike                                               | + 2 min 09 s |
| 5.º | Yesid Pira         | Alcaldía de Manizales-100% Huevos-Gobernación de Caldas | + 2 min 14 s |
| 6.º | Jhonatan Chaves    | NU Colombia                                             | + 2 min 25 s |
| 7.º | Cristian Rico      | Petrolike                                               | + 3 min 05 s |
| 8.º | Julián Cardona     | Medellín-EPM                                            | + 3 min 33 s |
| 9.º | Brayan Sánchez     | Medellín-EPM                                            | + 3 min 35 s |
| 10.º | Adrián Bustamante  | GW Erco Shimano                                         | + 3 min 45 s |

## Clasificaciones finales
Las clasificaciones finalizaron de la siguiente forma:

### Clasificación general
| \| Clasificación general \| Clasificación general \| Clasificación general \| Clasificación general \| Clasificación general \| \| Ciclista \| Ciclista \| Equipo \| Tiempo \| \| \| --------------------- \| --------------------- \| ------------------------------------------------------- \| --------------------- \| --------------------- \| \| 1.º \| Rodrigo Contreras \| NU Colombia \| 31 h 35 min 34 s \| \| \| 2.º \| Diego Camargo \| Petrolike \| + 2 min 59 s \| \| \| 3.º \| Wilson Peña Molano \| Team Sistecrédito \| + 3 min 42 s \| \| \| 4.º \| Yesid Pira \| Alcaldía de Manizales-100% Huevos-Gobernación de Caldas \| + 6 min 10 s \| \| \| 5.º \| Javier Jamaica \| Medellín-EPM \| + 7 min 56 s \| \| \| 6.º \| Cristian Rico \| Petrolike \| + 8 min 10 s \| \| \| 7.º \| Edgar Cadena \| Petrolike \| + 9 min 10 s \| \| \| 8.º \| Robinson López \| GW Erco Shimano \| + 9 min 33 s \| \| \| 9.º \| Adrián Bustamante \| GW Erco Shimano \| + 9 min 34 s \| \| \| 10.º \| José Misael Urián \| Team Sistecrédito \| + 12 min 16 s \| \| |                    |                                                         |                  |
| |                    |                                                         |                  |
| Fuente: ProCyclingStats |                    |                                                         |                  |
| Clasificación general |                    |                                                         |                  |
| Ciclista | Ciclista           | Equipo                                                  | Tiempo           |
| 1.º | Rodrigo Contreras  | NU Colombia                                             | 31 h 35 min 34 s |
| 2.º | Diego Camargo      | Petrolike                                               | + 2 min 59 s     |
| 3.º | Wilson Peña Molano | Team Sistecrédito                                       | + 3 min 42 s     |
| 4.º | Yesid Pira         | Alcaldía de Manizales-100% Huevos-Gobernación de Caldas | + 6 min 10 s     |
| 5.º | Javier Jamaica     | Medellín-EPM                                            | + 7 min 56 s     |
| 6.º | Cristian Rico      | Petrolike                                               | + 8 min 10 s     |
| 7.º | Edgar Cadena       | Petrolike                                               | + 9 min 10 s     |
| 8.º | Robinson López     | GW Erco Shimano                                         | + 9 min 33 s     |
| 9.º | Adrián Bustamante  | GW Erco Shimano                                         | + 9 min 34 s     |
| 10.º | José Misael Urián  | Team Sistecrédito                                       | + 12 min 16 s    |

### Clasificación por puntos
| Clasificación por puntos | Clasificación por puntos | Clasificación por puntos                                | Clasificación por puntos | Clasificación por puntos |
| Ciclista                 | Ciclista                 | Equipo                                                  | Puntos                   |                          |
| ------------------------ | ------------------------ | ------------------------------------------------------- | ------------------------ | ------------------------ |
| 1.º                      | Rodrigo Contreras        | NU Colombia                                             | 85 pts                   |                          |
| 2.º                      | Adrián Bustamante        | GW Erco Shimano                                         | 64 pts                   |                          |
| 3.º                      | Wilson Peña Molano       | Team Sistecrédito                                       | 61 pts                   |                          |
| 4.º                      | Alejandro Osorio         | GW Erco Shimano                                         | 59 pts                   |                          |
| 5.º                      | Yesid Pira               | Alcaldía de Manizales-100% Huevos-Gobernación de Caldas | 59 pts                   |                          |
| 6.º                      | Diego Camargo            | Petrolike                                               | 57 pts                   |                          |
| 7.º                      | Johan Colón              | Orgullo Paisa                                           | 40 pts                   |                          |
| 8.º                      | Cristian Rico            | Petrolike                                               | 30 pts                   |                          |
| 9.º                      | Juan Esteban Guerrero    | Avinal-Alcaldía de Carmen de Viboral                    | 30 pts                   |                          |
| 10.º                     | Javier Jamaica           | Medellín-EPM                                            | 28 pts                   |                          |

### Clasificación de la montaña
| Clasificación de la montaña | Clasificación de la montaña | Clasificación de la montaña                             | Clasificación de la montaña | Clasificación de la montaña |
| Ciclista                    | Ciclista                    | Equipo                                                  | Puntos                      |                             |
| --------------------------- | --------------------------- | ------------------------------------------------------- | --------------------------- | --------------------------- |
| 1.º                         | Yesid Pira                  | Alcaldía de Manizales-100% Huevos-Gobernación de Caldas | 40 pts                      |                             |
| 2.º                         | Sebastián Castaño           | Team Sistecrédito                                       | 33 pts                      |                             |
| 3.º                         | Diego Camargo               | Petrolike                                               | 27 pts                      |                             |
| 4.º                         | Carlos Alberto Gutiérrez    | Origenes Coffee                                         | 26 pts                      |                             |
| 5.º                         | Jonathan Caicedo            | Petrolike                                               | 25 pts                      |                             |
| 6.º                         | Rodrigo Contreras           | NU Colombia                                             | 23 pts                      |                             |
| 7.º                         | Wilson Peña Molano          | Team Sistecrédito                                       | 21 pts                      |                             |
| 8.º                         | Robinson López              | GW Erco Shimano                                         | 15 pts                      |                             |
| 9.º                         | Salvador Moreno Hernández   | Team Inderhuila-Amarillo de Manzanares                  | 12 pts                      |                             |
| 10.º                        | Camilo Juan Castillo        | Colombia Potencia de la Vida-Strongman                  | 11 pts                      |                             |

### Clasificación de las metas volantes
| Clasificación de las metas volantes | Clasificación de las metas volantes | Clasificación de las metas volantes                     | Clasificación de las metas volantes | Clasificación de las metas volantes |
| Ciclista                            | Ciclista                            | Equipo                                                  | Puntos                              |                                     |
| ----------------------------------- | ----------------------------------- | ------------------------------------------------------- | ----------------------------------- | ----------------------------------- |
| 1.º                                 | Johan Colón                         | Orgullo Paisa                                           | 30 pts                              |                                     |
| 2.º                                 | Juan Esteban Guerrero               | Avinal-Alcaldía de Carmen de Viboral                    | 18 pts                              |                                     |
| 3.º                                 | Brayan Sánchez                      | Medellín-EPM                                            | 17 pts                              |                                     |
| 4.º                                 | Carlos Alberto Gutiérrez            | Origenes Coffee                                         | 16 pts                              |                                     |
| 5.º                                 | Daniel Arroyave Cañas               | GW Erco Shimano                                         | 5 pts                               |                                     |
| 6.º                                 | Leison Damián Maca                  | Team Inderhuila-Amarillo de Manzanares                  | 5 pts                               |                                     |
| 7.º                                 | Richard Huera                       | Best PC                                                 | 5 pts                               |                                     |
| 8.º                                 | Daniel David Hoyos                  | Alcaldía de Manizales-100% Huevos-Gobernación de Caldas | 4 pts                               |                                     |
| 9.º                                 | Alejandro Osorio                    | GW Erco Shimano                                         | 4 pts                               |                                     |
| 10.º                                | Juan Felipe Osorio                  | Orgullo Paisa                                           | 4 pts                               |                                     |

### Clasificación por equipos
| Clasificación por equipos | Clasificación por equipos                               | Clasificación por equipos | Clasificación por equipos |
| Equipo                    | Equipo                                                  | Tiempo                    |                           |
| ------------------------- | ------------------------------------------------------- | ------------------------- | ------------------------- |
| 1.º                       | Petrolike                                               | 95 h 06 min 24 s          |                           |
| 2.º                       | Team Sistecrédito                                       | + 8 min 32 s              |                           |
| 3.º                       | Medellín-EPM                                            | + 17 min 43 s             |                           |
| 4.º                       | GW Erco Shimano                                         | + 28 min 07 s             |                           |
| 5.º                       | NU Colombia                                             | + 34 min 09 s             |                           |
| 6.º                       | Alcaldía de Manizales-100% Huevos-Gobernación de Caldas | + 1 h 10 min 24 s         |                           |
| 7.º                       | Alcaldía de Sogamoso-Mundial de Tornillos               | + 1 h 36 min 32 s         |                           |
| 8.º                       | Colombia Potencia de la Vida-Strongman                  | + 1 h 43 min 53 s         |                           |
| 9.º                       | Best PC                                                 | + 2 h 02 min 19 s         |                           |
| 10.º                      | Avinal-Alcaldía de Carmen de Viboral                    | + 2 h 21 min 02 s         |                           |

## Evolución de las clasificaciones
| Etapa                   |                         | Ganador _          | Clasificación general | Puntos            | Montaña                   | Metas volantes           | Jóvenes             | Combatividad         | Equipo _     |
| ----------------------- | ----------------------- | ------------------ | --------------------- | ----------------- | ------------------------- | ------------------------ | ------------------- | -------------------- | ------------ |
| Prólogo                 | contrarreloj individual | Rodrigo Contreras  | Rodrigo Contreras     | Rodrigo Contreras | Diego Camargo             | Wilson Peña Molano       | José Misael Urián   | Javier Jamaica       | NU Colombia  |
| 1.ª etapa               | etapa escarpada         | Adrián Bustamante  | Rodrigo Contreras     | Rodrigo Contreras | Jymmi Santiago Montenegro | Brayan Sánchez           | José Misael Urián   | Kevin David Castillo | NU Colombia  |
| 2.ª etapa               | etapa escarpada         | Alejandro Osorio   | Rodrigo Contreras     | Adrián Bustamante | Jymmi Santiago Montenegro | Carlos Alberto Gutiérrez | José Misael Urián   | Carlos Quintero      | NU Colombia  |
| 3.ª etapa               | etapa de media montaña  | Alejandro Osorio   | Rodrigo Contreras     | Alejandro Osorio  | Edgar Pinzón              | Carlos Alberto Gutiérrez | José Misael Urián   | Cristian Cubides     | NU Colombia  |
| 4.ª etapa               | etapa de montaña        | Wilson Peña Molano | Rodrigo Contreras     | Rodrigo Contreras | Sebastián Castaño         | Carlos Alberto Gutiérrez | César David Guavita | Yesid Pira           | Medellín-EPM |
| 5.ª etapa               | etapa escarpada         | Alejandro Osorio   | Rodrigo Contreras     | Alejandro Osorio  | Sebastián Castaño         | Johan Colón              | César David Guavita | Leison Damián Maca   | Medellín-EPM |
| 6.ª etapa               | etapa de media montaña  | Cristian Rico      | Rodrigo Contreras     | Alejandro Osorio  | Sebastián Castaño         | Johan Colón              | César David Guavita | Brayan Sánchez       | Petrolike    |
| 7.ª etapa               | etapa de media montaña  | Adrián Bustamante  | Rodrigo Contreras     | Adrián Bustamante | Sebastián Castaño         | Johan Colón              | José Misael Urián   | Jonathan Caicedo     | Petrolike    |
| 8.ª etapa               | etapa de montaña        | Yesid Pira         | Rodrigo Contreras     | Rodrigo Contreras | Yesid Pira                | Johan Colón              | José Misael Urián   | Estiven García       | Petrolike    |
| 9.ª etapa               | contrarreloj individual | Rodrigo Contreras  | Rodrigo Contreras     | Rodrigo Contreras | Yesid Pira                | Johan Colón              | José Misael Urián   | no otorgado          | Petrolike    |
| Clasificaciones finales | Clasificaciones finales |                    | Rodrigo Contreras     | Rodrigo Contreras | Yesid Pira                | Johan Colón              | José Misael Urián   | Jhonatan Chaves      | Petrolike    |